# Colpoptera elevans
Colpoptera elevans är en insektsart som först beskrevs av Walker 1858.  Colpoptera elevans ingår i släktet Colpoptera och familjen sköldstritar. Inga underarter finns listade i Catalogue of Life.